# 韦尔斯堡 (艾奥瓦州)
韋爾斯堡（英語：Wellsburg）是一個位於美國愛荷華州格蘭迪縣的城市。

## 地理
韋爾斯堡的座標為42°26′01″N 92°55′41″W / 42.43361°N 92.92806°W，而該地的平均海拔高度為308米（即1010英尺）。

## 人口
根據2010年美國人口普查的數據，韋爾斯堡的面積為2.82平方千米，當中陸地面積為2.82平方千米，而水域面積為0.00平方千米。當地共有人口707人，而人口密度為每平方千米250人。